# Saint-Germain-du-Salembre
Saint-Germain-du-Salembre là một xã, nằm ở tỉnh Dordogne vùng Aquitaine của Pháp. Xã này có diện tích 19,55 km², dân số năm 2004 là 819 người. Xã nằm ở khu vực có độ cao trung bình 85 m trên mực nước biển.

## Thông tin nhân khẩu
| Năm    | 1962 | 1968 | 1975 | 1982 | 1990 | 1999 | 2006 |
| ------ | ---- | ---- | ---- | ---- | ---- | ---- | ---- |
| Dân số | 823  | 790  | 837  | 837  | 787  | 762  | 819  |